# Agyrtria
Az Agyrtria a madarak osztályának sarlósfecske-alakúak (Apodiformes) rendjébe és a kolibrifélék (Trochilidae) családjába tartozó nem.
Besorolásuk vitatott, egyes rendszerezők szerint az Amazilia nembe tartoznak ezek a fajok is.

## Rendszerezés
A nembe az alábbi fajok tartoznak ide:
- bronzfejű amazília (Agyrtria candida vagy Amazilia candida)
- ibolyakékvállú amazília (Agyrtria violiceps vagy Amazilia violiceps)
- zöldfejű amazília (Agyrtria viridifrons vagy Amazilia viridifrons)